# Métro de Vilnius
Le métro de Vilnius (en lituanien : Vilniaus metropolitenas) est un projet de métro à Vilnius, la capitale lituanienne. Il serait composé de trois lignes, pour un coût de trois milliards de Litas.

## Histoire
Les premières études pour un métro à Vilnius remontent à l'époque soviétique, dès les années 1960, mais elles ne sont pas suivies d'une réalisation.
Le projet contemporain est approuvé par une large majorité au Parlement lituanien en 2013. Cependant, dès l'année suivante, le projet est présenté comme abandonné compte tenu du cout annoncé de 300 millions d'euros.
En 2016, une nouvelle proposition se fait jour, autour de la société Siemens, comportant trois lignes dont une circulaire. Selon le Premier ministre Algirdas Butkevičius, le cout de 1,2 milliard d'euros ne serait envisageable qu'avec des financements européens.

## Le réseau
Le réseau serait composé de 3 lignes :
- La ligne 1 qui relierait Pašilaičiai à l'aéroport international de Vilnius passant par la gare.
- La ligne 2 qui relierait le château à la cathédrale passant par Viršuliškės.
- La ligne 3 qui relierait Justiniškės à Antakalnis passant par Jeruzalė.